# Canton de Cahors-2
Le canton de Cahors-2 est une circonscription électorale française du département du Lot.

## Histoire
Un nouveau découpage territorial du Lot entre en vigueur à l'occasion des élections départementales de 2015. Il est défini par le décret du 13 février 2014, en application des lois du 17 mai 2013 (loi organique 2013-402 et loi 2013-403). Les conseillers départementaux sont, à compter de ces élections, élus au scrutin majoritaire binominal mixte. Les électeurs de chaque canton élisent au Conseil départemental, nouvelle appellation du Conseil général, deux membres de sexe différent, qui se présentent en binôme de candidats. Les conseillers départementaux sont élus pour 6 ans au scrutin binominal majoritaire à deux tours, l'accès au second tour nécessitant 12,5 % des inscrits au 1er tour. En outre la totalité des conseillers départementaux est renouvelée. Ce nouveau mode de scrutin nécessite un redécoupage des cantons dont le nombre est divisé par deux avec arrondi à l'unité impaire supérieure si ce nombre n'est pas entier impair, assorti de conditions de seuils minimaux. Dans le Lot, le nombre de cantons passe ainsi de 31 à 17.
Le canton de Cahors-2 est formé d'une fraction de Cahors et de communes des anciens cantons de Cahors-Sud (1 commune), de Saint-Géry (2 communes) et de Cahors-Nord-Est (3 communes). Il est entièrement inclus dans l'arrondissement de Cahors. Le bureau centralisateur est situé à Cahors.

## Représentation
| Période élective | Période élective | Mandat   | Mandat           | Identité           | Nuance | Nuance | Qualité |
| ---------------- | ---------------- | -------- | ---------------- | ------------------ | ------ | ------ | --- |
| 2015             | 2021             | 2015     | 2021             | Geneviève Lagarde  |        | PS     | Avocate honoraire |
| 2015             | 2021             | 2015     | nov.2020 (décès) | Serge Nouailles    |        | PS     | Employé de bureau, maire de Laroque-des-Arcs (2001-2020)                                                                                                |
| 2015             | 2021             | nov.2020 | 2021             | Didier Labro       |        | PS     | Ancien directeur de La Poste Ancien maire d'Arcambal |
| 2021             | 2028             | 2021     | en cours         | Véronique Arnaudet |        | DVG    | Ancienne agent mandataire en assurances, maire de Lamagdelaine                                                                                          |
| 2021             | 2028             | 2021     | en cours         | Francesco Testa    |        | EELV   | Juriste, cadre de la fonction publique d’Etat chargé de la gestion financière et comptable des établissements scolaires, conseiller municipal de Cahors |

### Résultats détaillés

#### Élections de mars 2015
À l'issue du 1er tour des élections départementales de 2015, deux binômes sont en ballottage : Geneviève Lagarde et Serge Nouailles (PS, 37,72 %) et Martine Fournier et Michel Roumegoux (UDI, 18,97 %). Le taux de participation est de 55,42 % (3 714 votants sur 6 702 inscrits) contre 59,43 % au niveau départemental et 50,17 % au niveau national.
Au second tour, Geneviève Lagarde et Serge Nouailles (PS) sont élus avec 55,99 % des suffrages exprimés et un taux de participation de 53,53 % (1 800 voix pour 3 588 votants et 6 703 inscrits).

#### Élections de juin 2021
Le premier tour des élections départementales de 2021 est marqué par un très faible taux de participation (33,26 % au niveau national). Dans le canton de Cahors-2, ce taux de participation est de 37,64 % (2 355 votants sur 6 257 inscrits) contre 43,85 % au niveau départemental. À l'issue de ce premier tour, deux binômes sont en ballottage : Véronique Arnaudet et Francesco Testa (Union à gauche avec des écologistes, 34,68 %) et Laurence Dirat et Jean-Luc Maffre (Union à droite, 27,94 %).
Le second tour des élections est marqué une nouvelle fois par une abstention massive équivalente au premier tour. Les taux de participation sont de 34,36 % au niveau national, 45,92 % dans le département et 40,17 % dans le canton de Cahors-2. Véronique Arnaudet et Francesco Testa (Union à gauche avec des écologistes) sont élus avec 57,37 % des suffrages exprimés (1 277 voix pour 2 512 votants et 6 253 inscrits),,.

## Composition
| Nom                            | Code Insee | Intercommunalité | Superficie (km2) | Population (dernière pop. légale)               | Densité (hab./km2) | Modifier                                    |
| ------------------------------ | ---------- | ---------------- | ---------------- | ----------------------------------------------- | ------------------ | ------------------------------------------- |
| Cahors (bureau centralisateur) | 46042      | CA Grand Cahors  | 64,72            | Fraction : 6 171 (2022) Commune : 19 902 (2022) | 308                | modifier les données · modifier les données |
| Arcambal                       | 46007      | CA Grand Cahors  | 23,11            | 1 000 (2022)                                    | 43                 | modifier les données · modifier les données |
| Bellefont-La Rauze             | 46156      | CA Grand Cahors  | 38,22            | 1 188 (2022)                                    | 31                 | modifier les données · modifier les données |
| Lamagdelaine                   | 46149      | CA Grand Cahors  | 10,58            | 716 (2022)                                      | 68                 | modifier les données · modifier les données |
| Canton de Cahors-2             | 4602       |                  |                  | 9 075 (2022)                                    |                    | modifier les données                        |

Le canton de Cahors-2 comprenait à sa création :
1. six communes entières,
2. la partie de la commune de Cahors située à l'est et au nord d'une ligne définie par l'axe des voies et limites suivantes : depuis la limite territoriale de la commune de Laroque-des-Arcs, cours du Lot, jusqu'au giratoire marquant le début de la côte des Evêques, côte des Evêques, place des Consuls, rue René-Villars, rue Emile-Zola, rue Jean-François-Caviole, rue du Président-Wilson, boulevard Léon-Gambetta, rue du Maréchal-Joffre, place Jean-Jacques-Chapou, rue Saint-James, quai Champollion, pont de Cabessut, rue des Jacobins, avenue du Maquis, avenue des F.-T.-P.-F.-et-du-8e-Régiment-d'Infanterie, route de Villefranche, jusqu'à la limite territoriale de la commune d'Arcambal.

À la suite de la création de la commune nouvelle de Saint Géry-Vers au 1er janvier 2017 et au décret du 5 mars 2020 la rattachant entièrement au canton de Causse et Vallées, le canton comprend désormais trois communes entières et une fraction.

## Démographie
En 2022, le canton comptait 9 075 habitants, en évolution de −3,22 % par rapport à 2016 (Lot : +1,31 %, France hors Mayotte : +2,11 %).
| 2013  | 2018  | 2022  |
| ----- | ----- | ----- |
| 9 487 | 9 826 | 9 075 |